# ダノプレビル
ダノプレビル(Danoprevir)は、経口投与可能なNS3/4A C型肝炎ウイルスプロテアーゼ阻害剤で、ペプチド模倣薬である。15員環の大員環化合物である。アシルスルホンアミド、フルオロイソインドール、tert-ブチルカルバミン酸を含む。ダノプレビルは、多くのC型肝炎ウイルスジェノタイプ(1-6)や主な変異型(GT1b (IC50 = 0.2-0.4 nM; GT1bレプリコン (EC50 = 1.6 nM))に対して好ましいプロファイルを持ち、臨床候補となっている。COVID-19の治療に向け、リトナビルと組み合わせて、非盲検単一群試験が行われている。
リトナビルと組み合わせて、COVID-19の治療に対する非盲検単一群試験が行われており、第二相試験では、ロピナビル/リトナビルと比べて良好な結果が得られた。

## 歴史
ダノプレビルは、アレイバイオファーマで開発された後、エフ・ホフマン・ラ・ロシュにライセンスされ、さらに開発、製品化が行われた。2013年には、ロシュからアスカレシス・ファーマ（歌礼製薬）にライセンスされ、Ganovoの商標名で、中国での開発及び製造が行われた。

## 関連文献
“Preclinical characteristics of the hepatitis C virus NS3/4A protease inhibitor ITMN-191 (R7227)”. Antimicrobial Agents and Chemotherapy 52 (12):  4432-41. (December 2008). doi:10.1128/AAC.00699-08. PMC 2592891. PMID 18824605.